# Maison de la nature du delta de la Sauer et de l’Alsace du Nord
La Maison de la nature du delta de la Sauer et de l’Alsace du Nord, dont la zone d'influence s'étend au nord de l'Alsace, est située à proximité immédiate de la Réserve naturelle nationale du delta de la Sauer.
Il s'agit d'un des dix Centres d'initiation à la nature et à l'environnement alsaciens.

## Implantation
Les deux barrages d'Iffezheim (D) et de Gambsheim (F) sont dotés de passes à poissons. À Gambsheim, il est possible d'observer la montaison et la dévalaison. En aval de Beinheim, le Rhin cesse d'être inféodé aux exigences de la production hydroélectrique, ce qui explique l'intérêt écologique de la zone allant de Beinheim à Lauterbourg, le fleuve restant toutefois assujetti aux besoins de la navigation. Et c'est sur cette portion que se trouve la Maison de la nature du delta de la Sauer et de l’Alsace du Nord.
La Maison de la nature du delta de la Sauer et de l’Alsace du Nord est installée dans l'ancien presbytère, à proximité immédiate du delta de la Sauer, rivière franco-allemande. Le toit de la verrière est composé, outre le verre, d'une partie en bois prenant la forme d'une barque traditionnelle renversée. La petite mare à l'extérieur confirme les origines du village, à savoir la pêche.
La réserve naturelle du delta de la Sauer est un site naturel protégé. La station ornithologique étudie intégralement depuis 1972 les espèces d'oiseaux de la réserve. Toutes les années, des opérations de baguage sont organisées dans ce but.

## Objectif
Forte d’animateurs nature professionnels et de guides naturalistes bénévoles, la Maison de la nature initie le grand public aux « innombrables richesses paysagères, faunistiques et floristiques présentes sur son territoire »,, qui est le cœur de son action. Elle développe également un programme d'éducation à l'environnement en direction du public scolaire,.